# Villa la Cava
Villa la Cava si trova in località La Cava presso Pontedera, in provincia di Pisa.

## Storia e descrizione
La villa, appartenuta nella metà del XVI secolo alla famiglia Riccardi, acquisisce l'aspetto attuale verso la metà del XVIII secolo, quando diventa di proprietà della famiglia Toscanelli. Proprio a questo periodo risale la sistemazione del parco che circonda la villa, ad opera di Giuseppe Toscanelli e Nello Toscanelli, appassionati collezionisti botanici, che trasformarono il confinante bosco di querce. 
Il parco vanta oggi un vasto repertorio di conifere, con varie qualità di abeti, aceri di monte, cedri dell'Atlante, cipressi americani e comuni, faggi rossi, noci americani, lecci, farnie, sequoie, cipressi dell'Arizona e tigli. 
Nella progettazione del parco fu rispettata la morfologia del terreno, conservando il bosco quale fondale scenografico della villa. Uno scosceso prato erboso di fronte all'edificio regala un'immagine prospettica congeniale all'epoca romantica e, per questo, più volte rappresentata in dipinti ottocenteschi. La fitta rete di percorsi che attraversa il parco crea una serie di interessanti vedute, alternando radure erbose a cupe macchie di vegetazione arborea dove si incontrano piccoli manufatti rustici. Gli aspetti botanici e pittoreschi del parco furono apprezzati da Giovanni Targioni Tozzetti, capostipite di una famiglia di naturalisti la cui opera fu legata allo sviluppo scientifico ed economico della Toscana, che li celebrò nel suo Relazioni d'alcuni viaggi.